# Martino Martini
Martino Martini (en chino tradicional, 衛 匡 國; en chino simplificado, 卫 匡 国; pinyin, Wèi Kuāngguó) (principado obispal de Trento, 20 de septiembre de 1614-Hangzhou, dinastía Qing, 6 de junio de 1661) fue un jesuita y sinólogo italiano, gramático, cartógrafo e historiador, misionero en China durante diez años a finales de la dinastía Ming y principios de la Qing. Se le considera como el primer occidental que hizo conocer con exactitud la geografía y la cronología histórica de China en Europa. Según Ferdinand von Richthofen, fue "el geógrafo líder de la misión china, sin igual en todo el siglo XVIII... No hubo otro misionero, ni antes ni después, que hiciera un uso tan diligente de su tiempo en la adquisición de información sobre el país". A lo largo de sus viajes visitó siete provincias de China y quince países de Europa.

## Biografía
Nació el 20 de septiembre de 1614 en Trento, por entonces un principado obispal del Sacro Imperio Romano-Germánico, hijo de Andrea y de Cecilia. En 1632 entró en la Compañía de Jesús y estudió letras clásicas y filosofía en el Colegio Romano (1634-1637), donde también estudió astronomía y matemáticas bajo la supervisión del gran erudito y científico jesuita Athanasius Kircher. Allí obtuvo permiso de su general Mutio Vitelleschi para marchar a China, pero antes estudió teología en Portugal (1637-1639), y fue ordenado sacerdote en Lisboa en 1639.
El 26 de marzo de 1640 salió de Lisboa en un largo viaje que le llevó a China tres años después, en 1643. Primero navegó hacia las Indias Orientales; llegó a Goa el 19 de septiembre; de allí navegó hacia el puerto peninsular e isla de Macao, colonia portuguesa a la que arribó en 1642 y donde estudió chino durante casi un año hasta que obtuvo permiso para pasar la frontera y entrar en la China continental. Acompañado por Giulio Aleni, llegó a Hangzhou, donde inició su actividad como misionero y compiló numerosos datos para sus trabajos lingüísticos, geográficos e históricos emprendiendo varios viajes por diversas provincias de China, visitando y describiendo Pekín y la Gran Muralla y corriendo grandes peligros a causa de la invasión manchú del imperio Ming, que logró salvar con una aventurada mezcla de audacia y diplomacia.
Durante el periodo de la "disputa de los ritos", el superior de los jesuitas lo envió en 1650 a Roma para defender los procedimientos misioneros de la Compañía en su proceso de evangelización del territorio chino, y también para encontrar fuentes que financiaran la misión. Tras un largo, accidentado y pintoresco viaje, en que recorrió medio mundo, pasando por Filipinas y, al lado de un corsario holandés, por Batavia para llegar a Bergen (Noruega), el 31 de agosto de 1653. Marchó desde allí a Ámsterdam, Amberes, Munich y al fin Roma. Sin embargo, pese a que el papa Alejandro VII promulgó un decreto favorable a los criterios de actuación de los jesuitas mediante la Congregación para la Evangelización de los Pueblos (Propaganda Fide), el conflicto volvió a rebrotar en poco tiempo.
Durante su estancia en Europa Martini estableció contactos con representantes del mundo cultural, como el editor y cartógrafo de la Compañía Holandesa de las Indias Orientales Joan Blaeu, que publicó su Atlas, y el orientalista lingüista y matemático holandés Jacob van Gool / Jacob Golius, al que encontró en la Universidad de Leiden; con él logró refrendar y demostrar la verdad de los informes sobre China de los jesuitas Mateo Ricci y Bento de Gois y la identidad del calendario de Catay del astrónomo persa Nasir al-Din al-Tusi con el Calendario chino; aprovechó luego para entregar a la imprenta otras obras que le dieron una inmensa nombradía en toda Europa. En su camino a Roma, Martini se encontró además con su primo Eusebio Kino, de 10 años, quien luego se convertiría en otro famoso explorador misionero jesuita y en el cartógrafo de renombre mundial de Nueva España.

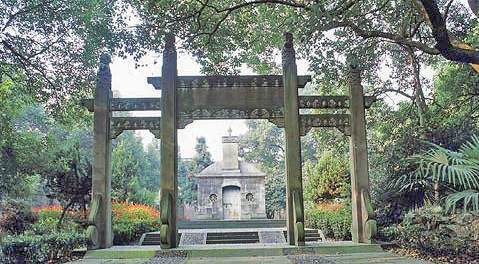
La tumba de Martini en Hangzhou

En 1658 volvió a China con un grupo de 35 nuevos misioneros, entre ellos Ferdinand Verbiest, y en 1659 retomó su actividad en Hangzhou, donde promovió y empezó la construcción de una catedral de tres naves, la Catedral de la Inmaculada Concepción, que quedó terminada poco después de su fallecimiento, acaecido a causa del cólera, en dicha ciudad, el 6 de junio de 1661. Su cuerpo fue descubierto incorrupto veinte años después.
Entre sus muchas e importantes obras figuraba una traducción de toda la obra del teólogo y filósofo jesuita Francisco Suárez al mandarín, que se ha perdido.

## Obras destacadas
- 1652-1653, Grammatica Linguae Sinensis, publicada en 1696. Es la primera gramática de chino mandarín compilada según los métodos occidentales.
- 1654, De bello tartarico historia. Primera crónica occidental sobre la caída de la dinastía Ming y la invasión de los manchúes que iniciaron la dinastía Qing, obra impresa en Amberes y que alcanzó no menos de 28 ediciones en 8 lenguas entre 1654 y 1666.
- 1654, Brevis Relatio de Numero et Qualitate Christianorum apud Sinas. Primer informe de la presencia católica en China.
- 1655, Novus Atlas Sinensis (Atlas Martini), considerada la obra más importante de Martini. Incluye 17 mapas y 171 páginas de texto.
- 1658, Sinicae Historiae Decas Prima. Primera obra occidental sobre la cronología de la historia antigua de China, donde Martini logró formar una secuencia muy exacta desde el mitológico emperador Fuxi (2952 aC). Solo alcancó a publicar el primer volumen, en Munich.
- 1661, Trattato sull'amicizia / Qiuyou pian, primer centón o antología de escritores occidentales bajo el tema de la amistad traducida al mandarín.

## Obras completas
- Martino Martini, Opera Omnia, vol. I, Lettere e documenti, a cura di Giuliano Bertuccioli, Trento, Università degli Studi di Trento, 1998.
- Martino Martini, Opera Omnia, vol. II, Opere minori, a cura di Giuliano Bertuccioli, Trento, Università degli Studi di Trento, 1998.
- Martino Martini, Opera Omnia, vol. III, Novus Atlas Sinensis [1655], con note di Giuliano Bertuccioli, Trento, Unitn, 2002, con un volume di complemento intitolato Tavole (le diciassette carte geografiche dell'Atlas riprodotte in folio).
- Martino Martini, Opera Omnia, vol. IV, Sinicae Historiae Decas Prima, a cura di Federico Masini e Luisa M. Paternicò, Trento, 2010.
- Martino Martini, Opera Omnia, vol. V, De Bello Tartarico Historia e altri scritti, a cura di Federico Masini, Luisa M. Paternicò e Davor Antonucci, Trento, 2013.